# Trolleybus de Saint-Gall
Les trolleybus de Saint-Gall (en alémanique : Trolleybussystem St. Gallen) font partie du réseau de transports en commun de la ville de Saint-Gall, en Suisse. Mis en service en 1950, le réseau de trolleybus a graduellement remplacé l'ancien tramway de Saint-Gall.

## Matériel roulant
41 véhicules sont utilisées sur le réseau.
- 1 Hess Lightram 1
- 17 Hess Swisstrolley 3
- 7 Hess Lightram 3
- 16 NAW BGT 5-25 (17 véhicules livrées, 1 transformée en Lightram en 2005)

## Annexe